# Sander Eitrem
Sander Eitrem (12 febbraio 2002) è un pattinatore di velocità su ghiaccio norvegese.

## Palmarès

### Mondiali distanza singola
- 2 medaglie:
  - 1 argento (sprint a squadre a Calgary 2024)
  - 1 bronzo (5000 m a Calgary 2024)

### Europei completi
- 1 medaglia:
  - 1 argento (Hamar 2023)